# الفازپام
الفازپام (انگلیسی: Elfazepam) دارویی از مشتقات بنزودیازپین است که احتمالاً مانند سایر بنزودیازپین‌ها دارای اثرات آرام بخش و ضد اضطراب است.

## سنتز

Elfazepam synthesis: U.S. Patent 4,010,154